# Cupa României 2020-2021 (fotbal feminin)
Cupa României 2020-2021 a fost a 18-a ediție a competiției de fotbal feminin românesc, organizate de Federația Română de Fotbal. Competiția a fost câștigată de U Olimpia Cluj, care a învins-o în finală pe ACS Heniu Prundu Bârgăului, cu scorul de 1–0 după prelungiri.

## Turul I
Meciurile s-au jucat pe 7 și 17 martie 2021.
| 7 martie 2021 | Viitorul Arad (3) | 26–0         | Juventus Timișoara (3) | Livada                                                                                              |  |
|               |                   | Report (FRF) |                        | Stadion: Baza Sportivă Livada Arbitru: Recorean Roxana Arbitri asistenți: Nistor Ioana, Mihoc Alina |  |

| 7 martie 2021 | FCM Târgoviște (3) | 0–19         | Dunărea 2020 Giurgiu (3) | Șotânga                                                                                |  |
|               |                    | Report (FRF) |                          | Stadion: Stadionul Alpan Spectatori: Ene Andreea Arbitru: Ivanov Roxana, Sirghi Raluca |  |

| 7 martie 2021 | Zimbrul Tulcea (3) | 1–7          | Activ Slobozia (3) | Topolog                                                                                              |  |
|               |                    | Report (FRF) |                    | Stadion: Stadionul Comunal Spectatori: Ioniță Eduard Arbitru: Ionus Erchian, Vișan Florian Alexandru |  |

| 7 martie 2021 | Colțea 1920 Brașov (3) | 8–0          | CSM Pașcani (3) | Tărlungeni                                                                                         |  |
|               |                        | Report (FRF) |                 | Stadion: Stadionul Unirea Arbitru: Dicu Mădălin Arbitri asistenți: Florea Bianca, Crăciun Mădălina |  |

| 17 martie 2021 | Academia de Fotbal și Tenis Măgura (3) | 6–2          | Măgura 2012 Bacău (3) | Cisnădie |  |
|                |                                        | Report (FRF) |                       | Stadion: Stadionul Textila Arbitru: Demetrescu Iuliana Elena Arbitri asistenți: Schiopet Claudiu, Boncz Gabriel |  |

## Șaisprezecimi
Meciurile s-au jucat pe 24 martie 2021.
| 24 martie 2021 | United Bihor (2) | 0–12         | Independența Baia Mare (1) | Tileagd |  |
|                |                  | Report (FRF) |                            | Stadion: Stadionul Foresta Arbitru: Klein Andreea Arbitri asistenți: Irina Petru Eusebiu, Bazso Magyar Tamas |  |

| 24 martie 2021 | Viitorul Arad (3) | 0–7          | Piroș Security Arad (1) | Livada |  |
|                |                   | Report (FRF) |                         | Stadion: Baza Sportivă Livada Arbitru: Gornic Alexandru Dan Arbitri asistenți: Mihoc Alina, Pîslaru Andrei |  |

| 24 martie 2021 | Politehnica Timișoara (2) | 0–9          | Fortuna Becicherecu Mic (1) | Timișoara |  |
|                |                           | Report (FRF) |                             | Stadion: Stadionul Știința Arbitru: Roman George Cătălin Arbitri asistenți: Gherman Alexandru, Talpoș Marius |  |

| 24 martie 2021 | Atletic Drobeta-Turnu-Severin (2) | 1–3          | Banat Girls Reșița (1) | Drobeta-Turnu Severin                                                                                           |  |
|                |                                   | Report (FRF) |                        | Stadion: Stadionul Termo Arbitru: Peșu Ionela Alina Arbitri asistenți: Constantinescu Daniela, Anghel Laurențiu |  |

| 24 martie 2021 | Luceafărul Filiași (2) | 0–3          | Universitatea Alexandria (1) | Ișalnița                   |  |
|                |                        | Report (FRF) |                              | Stadion: Stadionul Comunal |  |

| 24 martie 2021 | Dunărea 2020 Giurgiu (3) | 0–20         | Fair Play București (1) | Giurgiu |  |
|                |                          | Report (FRF) |                         | Stadion: Stadionul Dunărea Port Arbitru: Porumbel Valentin Arbitri asistenți: Neagu Gabriel, Făinaru Victor |  |

| 24 martie 2021 | Dream Team București (2) | 2–7          | Carmen București (1) | București                                                                                                  |  |
|                |                          | Report (FRF) |                      | Stadion: Stadionul Ion Țiriac Arbitru: Terteleac Ana Maria Arbitri asistenți: Ivanov Roxana, Sirghi Raluca |  |

| 24 martie 2021 | Activ Slobozia (3) | 0–3          | Selena ȘN Constanța (1) | Slobozia                                                                                                  |  |
|                |                    | Report (FRF) |                         | Stadion: Stadionul Abatorul Arbitru: Pîrlog Tudorel Arbitri asistenți: Ichim Cristi Daniel, Mocanu Robert |  |

| 24 martie 2021 | Onix Râmnicu Sărat (2) | 2–8          | Universitatea Galați (1) | Râmnicu Sărat                                                                               |  |
|                |                        | Report (FRF) |                          | Stadion: Stadionul Onix Arbitru: Safta Mihai Arbitri asistenți: Ciocoiu Bogdan, Ionica Alin |  |

| 24 martie 2021 | Măgura 2012 Bacău (2) | 0–7          | Vulpițele Galbene Roman (2) | Bacău |  |
|                |                       | Report (FRF) |                             | Stadion: Stadionul Lucrețiu Avram Arbitru: Popa Silviu Gabriel Arbitri asistenți: Vițelaru Cosmin, Antal Damia |  |

| 24 martie 2021 | Navobi Iași (2) | 0–1          | Nicu Gane Fălticeni (2) | Iași |  |
|                |                 | Report (FRF) |                         | Stadion: Stadionul Emil Alexandrescu Arbitru: Băltuță Vasile Dorin Arbitri asistenți: Grigoriu Nicoleta, Caba Bogdan Vasile |  |

| 24 martie 2021 | Ladies Târgu Mureș (2) | 0–8          | Heniu Prundu Bârgăului (1) | Miercurea Nirajului                                                                                  |  |
|                |                        | Report (FRF) |                            | Stadion: Stadionul Comunal Arbitru: Feleki Gellert Arbitri asistenți: Tamasi Zoltan, Cozma Alexandru |  |

| 24 martie 2021 | Csiksereda Miercurea Ciuc (2) | 0–4          | Vasas Femina Odorhei (1) | Miercurea Ciuc                                                                                             |  |
|                |                               | Report (FRF) |                          | Stadion: Stadionul Central Arbitru: Ștef Claudiu Arbitri asistenți: Gaspar Vladut, Cherteș Cristian Marius |  |

| 24 martie 2021 | Colțea 1920 Brașov (3) | 3–0          | CSȘ Târgoviște (2) | Tărlungeni                                                                                        |  |
|                |                        | Report (FRF) |                    | Stadion: Stadionul Unirea Arbitru: Recorean Roxana Arbitri asistenți: Nagy Daniel, Tunsoiu Marian |  |

| 24 martie 2021 | Academia de Fotbal și Tenis Măgura (3) | 8–2          | CSM Târgu Mureș (2) | Cisnădie                                                                                                   |  |
|                |                                        | Report (FRF) |                     | Stadion: Stadionul Măgura 2 Arbitru: Ciorbea Robert Arbitri asistenți: Guran Mircea, Pavel Cojocaru Andrei |  |

| 24 martie 2021 | Olimpic Star Cluj (2) | 0–14         | U Olimpia Cluj (1) | Iclod                                                                                               |  |
|                |                       | Report (FRF) |                    | Stadion: Stadionul Arena Iclod Arbitru: Bodocan Narcis Arbitri asistenți: Revnic Alin, Meres Robert |  |

## Optimi
Meciurile s-au jucat pe 28 aprilie 2021.
| 28 aprilie 2021 | Banat Girls Reșița (1) | 2–5          | Universitatea Alexandria (1) | Lupac |  |
|                 |                        | Report (FRF) |                              | Stadion: Stadionul Voința Arbitru: Gaitin Claudiu Arbitri asistenți: Gherman Alexandru, Sandu Patrik-Stefan |  |

| 28 aprilie 2021 | Carmen București (1) | 2–1          | Fair Play București (1) | București |  |
|                 |                      | Report (FRF) |                         | Stadion: Progresul Spartac Arbitru: Trandafir Cristina Mariana Arbitri asistenți: Țepușă Mihaela, Ivanov Roxana |  |

| 28 aprilie 2021 | Selena ȘN Constanța (1) | 3–1          | Universitatea Galați (1) | Constanța                                                                                                 |  |
|                 |                         | Report (FRF) |                          | Stadion: Stadionul SNC Arbitru: Porumbel Valentin Arbitri asistenți: Neagu Gabriel, Dobre Vasilicā Viorel |  |

| 28 aprilie 2021 | Piroș Security Arad (1) | 4–3 (d.p.)            | Fortuna Becicherecu Mic (1) | Arad |  |
|                 |                         | 3–3 reg. Report (FRF) |                             | Stadion: Stadionul Sânnicolaul Mic Arbitru: Pal Adrian Arbitri asistenți: Bogdanel Alexandru, Urs George |  |

| 28 aprilie 2021 | Fotbal Feminin Baia Mare (1) | 0–3          | Heniu Prundu Bârgăului (1) | Baia Mare |  |
|                 |                              | Report (FRF) |                            | Stadion: Stadionul Viorel Materianu Arbitru: Popa Adina Claudia Arbitri asistenți: Toth Krisztian, Muresan Cristian Gheorghe |  |

| 28 aprilie 2021 | Academia de Fotbal și Tenis Măgura (3) | 1–18         | U Olimpia Cluj (1) | Cisnădie                                                                                                   |  |
|                 |                                        | Report (FRF) |                    | Stadion: Stadionul Măgura Arbitru: Fodor Andrei Gabriel Arbitri asistenți: Bumb Cristian, Doarvoas Claudiu |  |

| 28 aprilie 2021 | Nicu Gane Fălticeni (2) | 0–9          | Vulpițele Galbene Roman (2) | Preutești                                                                                          |  |
|                 |                         | Report (FRF) |                             | Stadion: Stadionul Comunal Arbitru: Mihuleac Gabriel Arbitri asistenți: Hriscu Daniel, Hriscu Vlad |  |

| 28 aprilie 2021 | Colțea 1920 Brașov (3) | 0–15         | Vasas Femina Odorhei (1) | Tărlungeni                                                                                           |  |
|                 |                        | Report (FRF) |                          | Stadion: Stadionul Unirea Arbitru: Florescu Valentin Arbitri asistenți: Bedohazi Gergely, Biro Zsolt |  |

## Sferturi
Meciurile s-au jucat pe 12 mai 2021.
| 12 mai 2021 | Universitatea Alexandria (1) | 0–5          | U Olimpia Cluj (1) | Buzescu                                                                                                 |  |
|             |                              | Report (FRF) |                    | Stadion: Stadionul Comunal Arbitru: Gherghi Mădălina Arbitri asistenți: Florea Bianca, Crăciun Mădălina |  |

| 12 mai 2021 | Vulpițele Galbene Roman (2) | 4–1          | Carmen București (1) | Roman                                                                                                   |  |
|             |                             | Report (FRF) |                      | Stadion: Stadionul Moldova Arbitru: Mavriche Sergiu Arbitri asistenți: Dută George Bogdan, Antal Damian |  |

| 12 mai 2021        | Selena ȘN Constanța (1) | 1–3 (d.p.)            | Piroș Security Arad (1) | Constanța                                                                                               |  |
| 17:30 EEST (UTC+3) |                         | 1–1 reg. Report (FRF) |                         | Stadion: Stadionul SNC Arbitru: Constantinescu Ionuț Arbitri asistenți: Gîță Daniel Marius, Toma Andrei |  |

| 12 mai 2021 | Heniu Prundu Bârgăului (1) | 5–3 (d.p.)            | Vasas Femina Odorhei (1) | Prundu Bârgăului |  |
|             |                            | 3–3 reg. Report (FRF) |                          | Stadion: Stadionul Heniu Arbitru: Kemenes Norbert Arbitri asistenți: Soponar Răzvan Ionuț, Muresan Cristian Gheorghe |  |

## Semifinale
Meciurile s-au jucat pe 2 iunie 2021.
| 2 iunie 2021 | Piroș Security Arad (1) | 0–3          | U Olimpia Cluj (1) | Arad |  |
|              |                         | Report (FRF) |                    | Stadion: Stadionul Sânnicolaul Mic Arbitru: Vidican Rareș George Arbitri asistenți: Timar Ovidiu, Lakatos Rareș |  |

| 2 iunie 2021 | Heniu Prundu Bârgăului (1) | 8–0          | Vulpițele Galbene Roman (2) | Roman |  |
|              |                            | Report (FRF) |                             | Stadion: Stadionul Moldova Arbitru: Ștef Claudiu Arbitri asistenți: Cozma Alexandru, Moldovan Radu Petrișor |  |

## Finala
Finala a avut loc pe 6 iunie 2021 pe Stadionul Francisc Neuman din Arad.
| 6 iunie 2021 | Heniu Prundu Bârgăului (1) | 0–1 (d.p.)   | U Olimpia Cluj (1) | Arad |  |
|              |                            | Report (FRF) |                    | Stadion: Stadionul Francisc Neuman Arbitru: Terteleac Ana Maria Arbitri asistenți: Iugulescu Petruța, Țepușă Mihaela, Popa Adina Claudia |  |

U Olimpia Cluj: Erin Seppi - Rashida Beal, Maria Ficzay, Oana Negrea, Cristina Botojel - Mihaela Ciolacu, Ioana Bortan, Cristina Cerescu - Carolina Țabur, Ioana Bălăceanu, Mara Bâtea